# Університет Пассау
Університет Пассау  (нім. Universität Passau) наймолодший університет Баварії і єдиний університет адміністративного округу Нижня Баварія. Університет відкритий 9 жовтня 1978 року.
Понад 10 років університет займає провідні позиції в німецьких і європейських рейтингах у галузі права, менеджменту та міжнародних відносин. Університет Пассау користується славою елітарного навчального закладу, до якого багаті німецькі батьки відправляють своїх дітей, щоб захистити їх від спокус великого міста.

## Історія
Історію університету можна простежити до 1622 року, з моменту злиття католицького інституту і гімназії, заснованої в 1612 році Фюрстом Баварії Леопольдом V. У 1773 році університет був перейменований в архієпископську академію, ця назва мала підкреслити зв'язок університету з єпископом. В 1803 році академія втратила свій статус і була перейменована в ліцей, який 1923 року був переформований в філософсько-теологічний інститут. Цей інститут припинив своє існування 1 серпня 1978 року з прийняттям закону про включення інституту до складу університету Пассау як філософського факультету.

## Структура університету

### Факультети
- Філософський факультет
- Юридичний факультет
- Економічний факультет
- Факультет інформатики та математики

### Основні заклади
- Центр обробки даних
- Спортивний центр
- Центр мовної підготовки, тут студенти можуть вибирати між 14 різними мовами.[13]
- Університетська бібліотека
- Центр підготовки викладачів

## Студентські організації
- AEGEE Пассау
- Локальний комітет AIESEC
- The European Law Students 'Association
- Студентське відділення інституту інженерів електротехніки та електроніки
- Університетська група дитячого фонду ООН

## Міжнародні зв'язки
Університет бере участь у програмах обміну з більше ніж 170 іноземними вищими навчальними закладами. Серед найвідоміших: Університет Мечникова, Сибірський федеральний університет, Кінгс Коледж, Лейденський університет, Віденський університет, Університет Корвіна, Стокгольмський університет, Лундський університет, Університет Лаваля та Державний університет управління